# SPDY
SPDY，一種開放的網路傳輸協定，由Google开发，用來傳送網頁內容。基于传输控制协议（TCP）的应用层协议。SPDY也就是HTTP/2的前身。Google最早是在Chromium中提出的SPDY协议。被用于Google Chrome浏览器中来访问Google的SSL加密服务。SPDY并不是首字母缩略字，而仅仅是"speedy"的缩写。SPDY现为Google的商标。HTTP/2的關鍵功能主要來自SPDY技術，換言之，SPDY的成果被採納而最終演變為HTTP/2。
SPDY并不是一个标准协议，但SPDY的开发组推动SPDY成为正式标准，而成为了互联网草案。後來SPDY未能單獨成為正式標準，不過SPDY開發組的成員全程參與了HTTP/2的制定過程。Google Chrome、Mozilla Firefox、Safari、Opera、Internet Explorer等主要瀏覽器均已經或曾經支持SPDY协议。SPDY协议类似于HTTP，但旨在缩短网页的加载时间和提高安全性。SPDY协议通过压缩、多路复用和优先级来缩短加载时间。HTTP/2協議完成之後，Google認為SPDY可以功成身退了，於是最終Google Chrome淘汰對SPDY的支援，全面改為採用HTTP/2。

## 设计
设计SPDY的目的在于降低网页的加载时间。通过优先级和多路复用，SPDY使得只需要建立一个TCP连接即可传送网页内容及图片等资源。SPDY中广泛应用了TLS加密，传输内容也均以gzip或DEFLATE格式压缩（与HTTP不同，HTTP的头部并不会被压缩）。另外，除了像HTTP的网页服务器被动的等待浏览器发起请求外，SPDY的网页服务器还可以主动推送内容。

## 与HTTP的关系
SPDY并不用于取代HTTP，它只是修改了HTTP的请求与应答在网络上传输的方式；这意味着只需增加一个SPDY传输层，现有的所有服务端应用均不用做任何修改。
当使用SPDY的方式传输，HTTP请求会被处理、标记简化和压缩。比如，每一个SPDY端点会持续跟踪每一个在之前的请求中已经发送的HTTP报文头部，从而避免重复发送还未改变的头部。而还未发送的报文的数据部分将在被压缩后被发送。

## 浏览器支持
- Google Chrome和Chromium已经支持SPDY[10][11]。
- Mozilla Firefox自11.0开始内嵌支持SPDY，但默认并不使用[12][13]。从Firefox 13开始默认开启对SPDY的支持[14]。
- Opera从12.10开始支持SPDY[15][16][17]。
- Internet Explorer从IE 11开始支持SPDY[5]。
- Safari從8.0（OS X Yosemite及iOS 8）開始支援SPDY。

### Chrome 移除 SPDY
2015年9月，Google 宣布了计划，移除对SPDY的支持，改支援HTTP/2。此更動在Chrome 51中生效。